# EVision
eVision（イービジョン）は、ベルギーEuresys社が開発した画像処理ライブラリ。主に検査装置や、製造装置に利用される為、FA用画像処理ソフトと呼ばれる事が多い。
ユーザーは、eVisonで提供されるライブラリ関数で独自の画像処理アプリケーションを作成する事が出来る。主な特徴は、フリー扱いのEasyAccessが付属しており、画像処理アプリケーション作成をサポートする点である。
新製品として新たにOpen eVisionがリリースされ、MS-Windows 7やMS-Windows 10に対応した。
Open eVisionにはEasyAccessと同機能を有するOpen eVision StudioにてGUIによる画像の加工や各種ライブラリの評価は引き続きフリーで提供している。

## 概要
eVisionは1998年に誕生して以来、世界中の様々な国で利用され、その用途はユーザーのアイデア次第で多岐に渡る。特に半導体装置のオペレーションでは必須の機能である事から、eVisoinも多くの場面で用いられ、その画像検査や位置決め測定の精度が強力である事を裏付けている。
2016年11月より日本支社Euresys Japan株式会社が日本のサポートを行なっている。

## ユーザーサポート機能
フリー扱いのEasyAccessが、開発を強力にサポートする。
EasyAccessは、Vectorダウンロードサイトで配布され、一般的なユーザーにも公開されていた。
操作方法は、写真編集ソフトウェア（感覚的に）のようなGUI操作が中心で、背景画面にはGUI操作した内容に対するeVisionソースコードの出力機能が備わっており、ユーザーはそのコードを参照して実際のアプリケーション開発を行なう。
尚、画像処理した各内容に対して、順次処理時間を表示させる機能もがあり、EasyAccessを操作するPC環境によって、ほぼ正確な処理時間を表示させる事が出来る。
場合によっては、ベンチマークソフトとしても利用できる可能性がある。
Open Evision Studioが引き続きフリーであるが、入手にはEuresysのサイトにて登録が必要。